# Single Video Theory
Single Video Theory är en dokumentärfilm som följer inspelningen av Pearl Jams femte studioalbum Yield. Filmen spelades in under tre dagar i november 1997 och följer bandets repetitioner samt några intervjuer med bandmedlemmarna. DVD:n släpptes den 4 augusti 1998.

## Låtlista
1. "All Those Yesterdays"
2. "Faithfull"
3. "Brain of J."
4. "Given to Fly"
5. "No Way"
6. "MFC"
7. "Wishlist"
8. "In Hiding"
9. "Low Light"
10. "Do the Evolution"